# High Bandwidth Memory

Vista di taglio di una scheda grafica che usa la High Bandwidth Memory

High Bandwidth Memory (in italiano traducibile come: Memoria a grande ampiezza di banda) o in sigla HBM è un tipo di interfaccia di memoria RAM (Memoria ad accesso casuale) per memorie DRAM con circuiti integrati 3D
di AMD e Hynix.
Viene usata insieme agli acceleratori grafici ad alte prestazioni e nei dispositivi di rete 
I primi dispositivi ad usare una memoria HBM sono state le GPU AMD Fiji
Le High Bandwidth Memory sono state adottate dallo JEDEC come standard industriale nell'ottobre 2013. La seconda generazione, le HBM2, sono state accettate dallo JEDEC nel gennaio 2016.

## Caratteristiche
Le memorie HBM hanno una larghezza di banda più elevata delle memorie DDR4 o GDDR5, inoltre hanno un consumo energetico e un form factor minore. Tutto ciò è possibile impilando fino a 8 die di DRAM in verticale, tra cui un die di base opzionale con un controller di memoria. 
Le memorie HBM hanno un bus molto più largo rispetto alle altre memorie: uno stack HBM con 4 die ha due canali a 128 bit per ogni die per un totale quindi di 8 canali con una larghezza totale di 1024 bit totali. Confrontando: una GPU con 4 stack HBM ha un bus di memoria con una larghezza di 4096 bit, mentre un bus di memoria GDDR con una larghezza di 32 bit con 16 canali ha quindi una larghezza totale di 512 bit.
Ogni package HBM è costituito da massimo 4 GB.
Il grande numero di connessioni alla memoria, rispetto alle DDR4 o GDDR5, richiedono un nuovo metodo di connessione tra la memoria HBM e la GPU (o un altro processore). Sia AMD che Nvidia utilizzano un interposer di silicio che connette la memoria al processore: il vantaggio dell'interposer è di ridurre la distanza fisica tra le due componenti.

## Evoluzione
Lo sviluppo di queste memorie incominciò nel 2008 da parte di AMD per fronteggiare il problema dell'incremento sempre maggiore del consumo elettrico e della miniaturizzazione dei circuiti. Insieme ad AMD lavorarono al progetto anche i produttori di memorie (SK Hynix...) e le prime produzioni in volumi cominciarono nel 2015. La prima GPU ad utilizzare questo tipo di memorie fu la AMD Radeon R9 Fury X, mentre la prima GPU ad utilizzare le memorie HBM2 fu la Nvidia Tesla P100.

### HBM 2
La seconda generazione di memorie HBM raddoppia la velocità di trasferimento dei pin fino a 2 GT/s. Ogni package è in grado di raggiungere la velocità di 256 GB/s, è inoltre possibile, per ogni package, raggiungere la dimensione di 8 GB di memoria, questo la rende particolarmente adatta a contesti di realtà aumentata e carichi di lavoro che richiedono grandi spostamenti di dati per i bus.
Nel tardo 2018, JEDEC, annuncia un aggiornamento delle HBM2: ora ogni stack può raggiungere la velocità di 307 GB/s.

### HBM 3
La terza generazione è stata annunciata nel 2016 ed è prevista per il 2019-2020: ci si aspetta il raddoppio della banda sino a 512 GB/s, un dimezzamento dei consumi e l'aumento del numero massimo di die impilabili.